# Optași-Măgura
Optași-Măgura là một xã thuộc hạt Olt, România. Dân số thời điểm năm 2002 là 3652 người.